# Castello di Lochranza

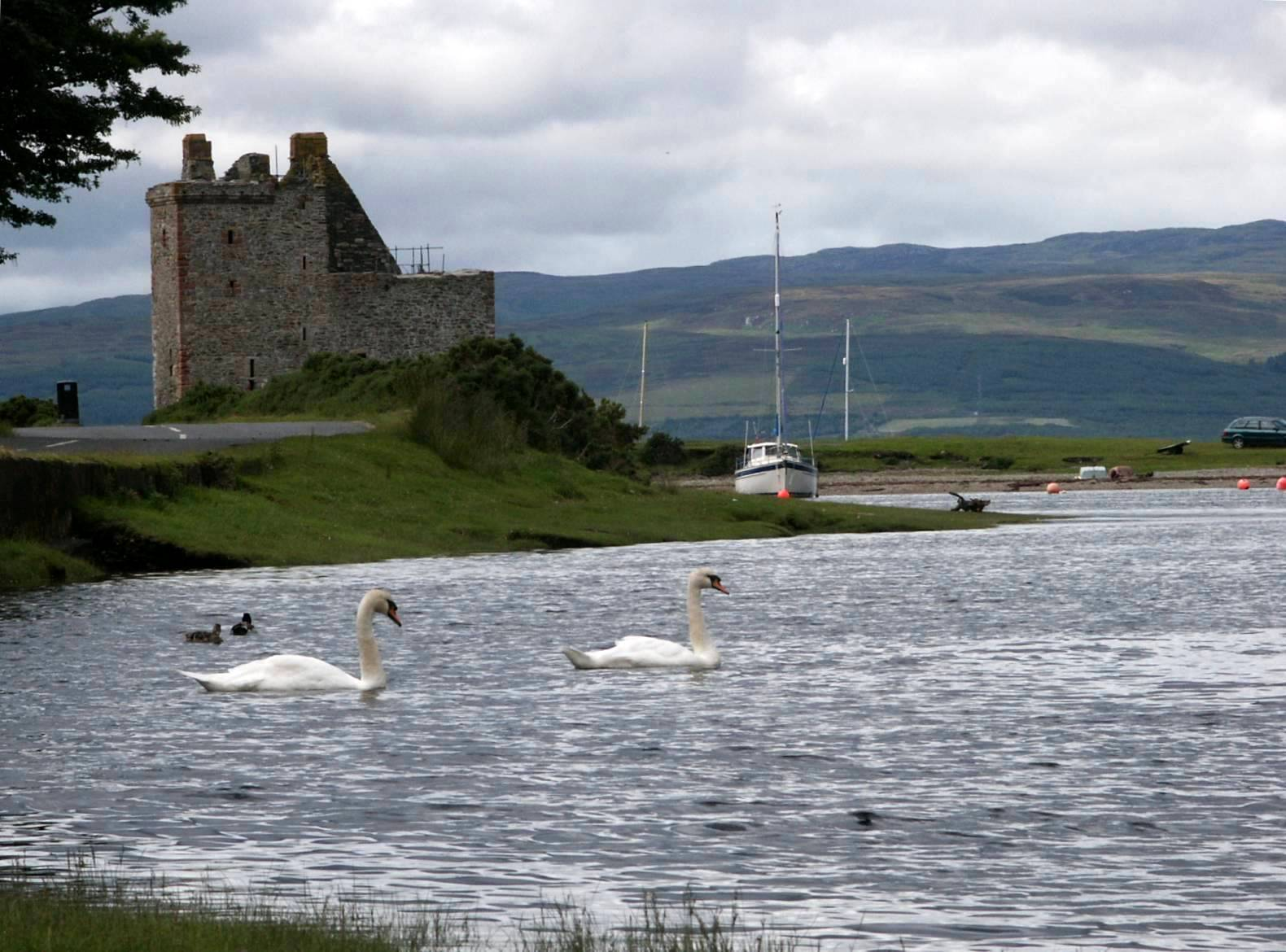
Veduta del castello di Lochranza

Il castello di Lochranza (in inglese Lochranza Castle) è un castello fortificato in rovina del villaggio scozzese di Lochranza, nell'isola di Arran (Ayrshire Settentrionale), eretto alla fine del XIII secolo o agli inizi del XVI secolo dalla famiglia MacSweens ed ampliato nel XVI secolo.
L'edificio è posto sotto la tutela dello Historic Environment Scotland.

## Storia
Il castello di Lochranza venne eretto probabilmente da Dougal MacSween, signore di Capdale e figlio di Suibhne il Rosso, dopo che, nel 1262, i MacSween avevano ottenuto la proprietà dell'isola di Arran. L'edificio originario era costituito da due piani e aveva un'entrata posta al piano sotterraneo.
Nel 1306, il castello di Locharanza fu probabilmente il luogo dove Robert the Bruce giunse di ritorno dall'Irlanda dopo aver reclamato con successo il titolo di re di Scozia. In seguito, già a partire forse dall'anno 1315, il castello fu la residenza del clan Campbell.
Successivamente, negli anni novanta del XV secolo, il castello di Lochranza venne utilizzato da Giacomo IV di Scozia come base per i propri attacchi contro i signori delle isole.
Nel corso del XVI secolo, l'edificio originario venne poi in seguito ampliato e convertito in una casatorre forse per volere di un membro della famiglia Stewart di Menteith oppure per volere della famiglia Montgomery, conti di Eglintgon e proprietari della parte settentrionale dell'isola di Arran. Questi lavori comportarono l'aggiunta di un terzo piano e lo spostamento dell'entrata al piano terra.
In seguito, negli anni cinquanta del XVII secolo, il castello di Lochranza venne occupato delle truppe di Sir Oliver Cromwell.
Nel 1705, il castello di Lochranza, come gran parte delle proprietà dell'isola di Arran, divenne di proprietà del clan Hamilton, prima di cadere in disuso alla fine del XVIII secolo.

## Architettura
Il castello si erge lungo la parte nord-occidentale dell'isola di Arran e si affaccia sulla sponda meridionale del Loch Ranza. L'edificio è a pianta a forma di L.